# Pokennips
Pokennips is een monotypisch geslacht van spinnen uit de  familie van de Cyatholipidae.

## Soort
- Pokennips dentipes Simon, 1894